# Жолудєв Наум Ілліч
Наум Ілліч Жолудєв (1922-1985) — учасник Другої світової війни, командир мінометного розрахунку 273-го гвардійського стрілецького полку 89-ї гвардійської Білгородсько-Харківської стрілецької дивізії 37-ї армії Степового фронту, Герой Радянського Союзу, гвардії молодший сержант.

## Біографія
Народився в сім'ї робітника. Єврей. Член КПРС з 1944. Освіта середня. Працював токарем на верстатобудівному заводі. У Радянській Армії з 1941 року.
У боях Другої світової війни з вересня 1943 р. Командир мінометного розрахунку 273-го гвардійського стрілецького полку (89-а гвардійська стрілецька дивізія, 37-а армія, Степовий фронт) комсомолець гвардії молодший сержант Жолудєв одним з перших в полку 29.09.1943 р. на підручних засобах переправився через Дніпро в районі с. Келеберда (Кременчуцький район Полтавської області) і мінометним вогнем прикривав переправу підрозділів полку.
В бою за утримання і розширення плацдарму на правому березі 05.10.1943 розрахунок знищив до роти гітлерівців, придушив 3 вогневі точки.
У 1944 закінчив курси парторгаў. У 1946 р. закінчив курси перепідготовки комскладу, в 1950 р. — Мінський юридичний інститут. З 1970 р. підполковник Жолудєв в запасі.
Жив у Мінську. Працював старшим юрисконсультом «Білспортлото».

## Нагороди
- Указом Президії Верховної Ради СРСР від 20 грудня 1943 року за проявлені мужність і героїзм під час форсування Дніпра гвардії молодшому сержантові Жолудєву Наму Іллічу присвоєно звання Героя Радянського Союзу з врученням ордена Леніна і медалі «Золота Зірка» (№ 3156).
- Нагороджений також орденом Вітчизняної війни 1 ступеня, медалями.